# Le Châtelet-sur-Retourne
Le Châtelet-sur-Retourne è un comune francese di 631 abitanti situato nel dipartimento delle Ardenne nella regione del Grand Est.

## Società

### Evoluzione demografica
Abitanti censiti